# Premis Oscar de 1954
Els Premis Oscar de 1954 (en anglès: 27th Academy Awards) foren presentats el 30 de març de 1955 en una cerimònia realitzada al RKO Pantages Theatre de Los Angeles i al NBC Century Theatre de Nova York. La cerimònia fou presentada per l'actor Bob Hope (Los Angeles) i l'actriu Thelma Ritter (Nova York).
La pel·lícula més nominada de la nit fou La llei del silenci d'Elia Kazan, que aconseguí 12 nominacions, i també fou la més premiada de la nit amb 8 guardons, convertint-la en la pel·lícula més premiada de la història dels Oscars juntament amb Allò que el vent s'endugué de Victor Fleming (1939) i D'aquí a l'eternitat de Fred Zinnemann (1953).
Grace Kelly, en la seva segona nominació, aconseguí el premi a millor actriu per The Country Girl de George Seaton. La favorita era Judy Garland per A Star Is Born de George Cukor, que no fou present a la cerimònia per estar convalescent per haver donat llum a un fill. Davant d'aquest fet Groucho Marx envià un telegrama a Garland dient que "havia estat un gran robatori".
Dorothy Dandridge es convertí en la primera actriu afroamericana en aconseguir una nominació a millor actriu pel seu paper a Carmen Jones d'Otto Preminger.
La gran perdedora de la nit fou El motí del Caine d'Edward Dmytryk, que amb 7 nominacions no aconseguí cap premi.

## Premis
| Millor pel·lícula | Millor director |
| --- | --- |
| - La llei del silenci (Sam Spiegel per Columbia Pictures) - El motí del Caine (Stanley Kramer per Columbia Pictures) - The Country Girl (William Perlberg per Paramount Pictures) - Set núvies per a set germans (Jack Cummings for Metro-Goldwyn-Mayer) - Three Coins in the Fountain (Sol C. Siegel for 20th Century Fox) | - Elia Kazan per La llei del silenci - Alfred Hitchcock per La finestra indiscreta - George Seaton per The Country Girl - William A. Wellman per The High and the Mighty - Billy Wilder per Sabrina |
| Millor actor | Millor actriu |
| - Marlon Brando per La llei del silenci com a Terry Malloy - Humphrey Bogart per El motí del Caine com a Tinent Philip Francis Queeg - Bing Crosby per The Country Girl com a Frank Elgin - James Mason per A Star Is Born com a Norman Maine - Dan O'Herlihy per Robinson Crusoe com a Robinson Crusoe/pare | - Grace Kelly per The Country Girl com a Georgie Elgin - Dorothy Dandridge per Carmen Jones com a Carmen Jones - Judy Garland per A Star Is Born com a Esther Blodgett (Vicki Lester) - Audrey Hepburn per Sabrina com a Sabrina Fairchild - Jane Wyman per Magnificent Obsession com a Helen Phillips |
| Millor actor secundari | Millor actriu secundària |
| - Edmond O'Brien per La comtessa descalça com a Oscar Muldoon - Lee J. Cobb per La llei del silenci com a Michael J. Skelly "Johnny Friendly" - Karl Malden per La llei del silenci com a Pare Barry - Rod Steiger per La llei del silenci com a Charley "The Gent" Malloy - Tom Tully per El motí del Caine com a Tinent William H. De Vriess | - Eva Marie Saint per La llei del silenci com a Edie Doyle - Nina Foch per Executive Suite com a Erica Martin - Katy Jurado per Llança trencada com a Señora Devereaux - Jan Sterling per The High and the Mighty com a Sally McKee - Claire Trevor per The High and the Mighty com a May Holst |
| Millor guió original | Millor guió adaptat |
| - Budd Schulberg per La llei del silenci - Joseph L. Mankiewicz per La comtessa descalça - William Rose per La Geneviève - Valentine Davies i Oscar Brodney per The Glenn Miller Story - Norman Panama i Melvin Frank per Knock on Wood | - George Seaton per The Country Girl (sobre obra de teatre de Clifford Odets) - Stanley Roberts per El motí del Caine (sobre hist. de Herman Wouk) - John Michael Hayes per La finestra indiscreta (sobre hist. de Cornell Woolrich) - Billy Wilder, Samuel A. Taylor i Ernest Lehman per Sabrina (sobre obra de teatre de S. Taylor) - Albert Hackett, Frances Goodrich i Dorothy Kingsley per Set núvies per a set germans (sobre hist. de Stephen Vincent Benét) |
| Millor història | Millor curtmetratge d'animació |
| - Philip Yordan per Llança trencada - Ettore Maria Margadonna per Pane, amore e fantasia - Francois Boyer per Jocs prohibits - Jed Harris i Tom Reed per Night People - Lamar Trotti per Llums de teatre | - When Magoo Flew de Stephen Bosustow - Crazy Mixed Up Pup de Walter Lantz - Pigs Is Pigs de Walt Disney - Sandy Claws d'Edward Selzer - Touché, Pussy Cat! de Fred Quimby |
| Millor banda sonora - Dramàtica o còmica | Millor banda sonora - Musical |
| - Dimitri Tiomkin per The High and the Mighty - Max Steiner per El motí del Caine - Larry Adler per La Geneviève - Leonard Bernstein per La llei del silenci - Franz Waxman per El calze de plata | - Adolph Deutsch i Saul Chaplin per Set núvies per a set germans - Herschel Burke Gilbert per Carmen Jones - Joseph Gershenson i Henry Mancini per The Glenn Miller Story - Ray Heindorf per A Star Is Born - Alfred Newman i Lionel Newman per Llums de teatre |
| Millor cançó original | Millor so |
| - Jule Styne (música); Sammy Cahn (lletra) per Three Coins in the Fountain ("Three Coins in the Fountain") - Irving Berlin (música i lletra) per Nadal blanc ("Count Your Blessings (Instead of Sheep)") - Dimitri Tiomkin (música); Ned Washington (lletra) per The High and the Mighty ("The High and the Mighty") - Jack Lawrence i Richard Myers (música i lletra) per Susan Slept Here ("Hold My Hand)" - Harold Arlen (música); Ira Gershwin (lletra) per A Star Is Born ("The Man That Got Away") | - Leslie I. Carey per The Glenn Miller Story - Wesley C. Miller per Brigadoon - John P. Livadary per El motí del Caine - Loren L. Ryder per La finestra indiscreta - John O. Aalberg per Susan Slept Here |
| Millor direcció artística - Blanc i Negre | Millor direcció artística - Color |
| - Richard Day per La llei del silenci - Hal Pereira i Roland Anderson; Sam Comer i Grace Gregory per The Country Girl - Cedric Gibbons i Edward Carfagno; Edwin B. Willis i Emile Kuri per Executive Suite - Max Ophüls per Le plaisir - Hal Pereira i Walter H. Tyler; Sam Comer i Ray Moyer per Sabrina | - John Meehan; Emile Kuri per 20.000 Leagues Under the Sea - Cedric Gibbons i Preston Ames; Edwin B. Willis i Keogh Gleason per Brigadoon - Lyle R. Wheeler i Leland Fuller; Walter M. Scott i Paul S. Fox per Désirée - Hal Pereira i Roland Anderson; Sam Comer i Ray Moyer per Red Garters - Malcolm Bert, Gene Allen i Irene Sharaff; George James Hopkins per A Star Is Born                                                                                   |
| Millor fotografia - Blanc i Negre | Millor fotografia - Color |
| - Boris Kaufman per La llei del silenci - John F. Warren per The Country Girl - George Folsey per Executive Suite - John F. Seitz per Rogue Cop - Charles Lang, Jr. per Sabrina | - Milton R. Krasner per Three Coins in the Fountain - Leon Shamroy per Sinuhé, l'egipci - Robert Burks per La finestra indiscreta - George Folsey per Set núvies per a set germans - William V. Skall per El calze de plata |
| Millor vestuari - Blanc i Negre | Millor vestuari - Color |
| - Edith Head per Sabrina - Georges Annenkov i Rosine Delamare per Madame de... - Helen Rose per Executive Suite - Jean Louis per It Should Happen to You! - Christian Dior per Stazione Termini | - Sanzo Wada per Jigokumon - Irene Sharaff per Brigadoon - Charles LeMaire i René Hubert per Desiree - Jean Louis, Mary Ann Nyberg i Irene Sharaff per A Star Is Born - Charles LeMaire, Travilla i Miles White per Llums de teatre |
| Millor muntatge | Millors efectes especials |
| - Gene Milford per La llei del silenci - Elmo Williams per 20.000 Leagues Under the Sea - William A. Lyon i Henry Batista per El motí del Caine - Ralph Dawson per The High and the Mighty - Ralph E. Winters per Set núvies per a set germans | - 20.000 Leagues Under the Sea (Walt Disney Studios) - Hell and High Water (20th Century-Fox) - Són elles! (Warner Bros.) |
| Millor documental | Millor curtmetratge documental |
| - The Vanishing Prairie de Walt Disney - The Stratford Adventure de Guy Glover | - Thursday's Children (World Wide Pictures, Morse Films) - Jet Carrier d'Otto Lang - Rembrandt: A Self-Portrait de Morrie Roizman |
| Millor curtmetratge, un carret | Millor curtmetratge, dos carrets |
| - This Mechanical Age de Robert Youngson - The First Piano Quartette d'Otto Lang - The Strauss Fantasy de Johnny Green | - A Time Out of War de Denis i Terry Sanders - Beauty and the Bull de Cedric Francis - Jet Carrier d'Otto Lang - Siam de Walt Disney |

## Oscar Honorífic

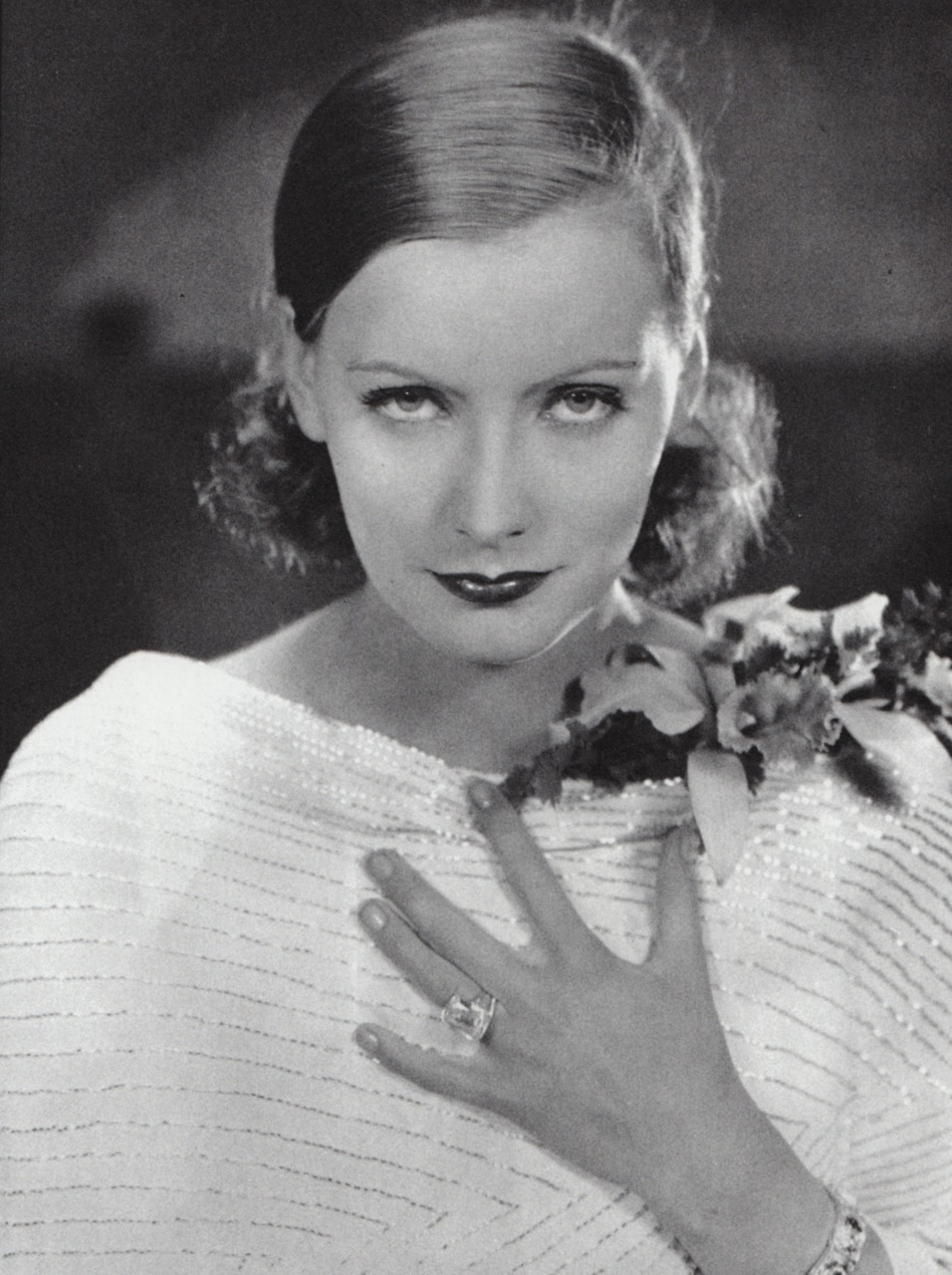
Greta Garbo el 1929.

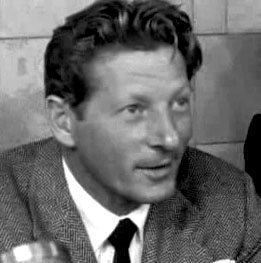
Danny Kaye el 1955.

- Greta Garbo - per les seves actuacions inoblidables. [estatueta]
- Danny Kaye - pel seu singular talent, el seu servei a l'Acadèmia, la indústria cinematogràfica, i el poble americà. [estatueta]
- Bausch & Lomb Optical Company - per les seves contribucions a la promoció de la indústria cinematogràfica. [estatueta]
- Kemp R. Niver - pel desenvolupament del "Renovare Process" que va fer possible la restauració de la Biblioteca del Congrés Americà. [estatueta]
- Jigokumon de Teinosuke Kinugasa (Japó) - votat per la Junta de Governadors com la pel·lícula en llengua estrangera més destacada als Estats Units el 1954. [estatueta. Premi Especial]

## Oscar Juvenil
- John Whitley i Vincent Winter - per la seva destacada actuació juvenil a The Little Kidnappers. [estatueta en miniatura]

## Presentadors
- Buddy Adler - millor pel·lícula
- Lauren Bacall - Premis Tècnics i Científics
- Humphrey Bogart - millor fotografia, blanc i negre
- Charles Brackett - Premis Honorífics
- Marlon Brando - millor director
- Lee J. Cobb - millors efectes especials
- Bing Crosby - millor música i cançó
- Dorothy Dandridge - millor muntatge
- Bette Davis - millor actor
- Nina Foch i Jane Wyman - millor vestuari
- Audrey Hepburn, Karl Malden i Claire Trevor - millor guió original, adaptat i història
- William Holden - millor actriu
- Jean Marie Ingels - millor pel·lícula de parla no anglesa
- Katy Jurado - millor fotografia, color
- Grace Kelly - millors premis documentals
- Merle Oberon - Premi Juvenil
- Edmond O'Brien, Eva Marie Saint i Rod Steiger - millors curtmetratges
- Dan O'Herlihy i Jan Sterling - millor direcció artística
- Donna Reed - millor actor secundari
- Frank Sinatra - millor actriu secundària
- Tom Tully - millor so

### Actuacions
- Rosemary Clooney interpreta "The Man That Got Away" de A Star Is Born
- Johnny Desmond i Muzzy Marcellino interpreten "The High and the Mighty" de The High and the Mighty
- Peggy King interpreta "Count Your Blessings (Instead of Sheep)" de Nadal blanc
- Dean Martin interpreta "Three Coins in the Fountain" de Three Coins in the Fountain
- Tony Martin interpreta "Hold My Hand" de Susan Slept Here

## Múltiples nominacions i premis
| Les següents pel·lícules van rebre diverses nominacions: - 12 nominacions: La llei del silenci - 7 nominacions: The Country Girl i El motí del Caine - 6 nominacions: The High and the Mighty, Sabrina i A Star is Born - 5 nominacions: Set núvies per a set germans - 4 nominacions: Executive Suite i La finestra indiscreta - 3 nominacions: 20.000 Leagues Under the Sea, Brigadoon, The Glenn Miller Story, Llums de teatre i Three Coins in the Fountain - 2 nominacions: El calze de plata, Carmen Jones, La comtessa descalça, Desiree, Fletxa trencada, La Geneviève, Jet Carrier, i Susan Slept Here | Les següents pel·lícules van rebre més d'un premi: - 8 premis: La llei del silenci - 2 premis: 20.000 Leagues Under the Sea, The Country Girl i Three Coins in the Fountain |